# Seventh Heaven (1937)
Seventh Heaven (bra: Sétimo Céu) é um filme de drama romântico estadunidense lançado em 1937 pela 20th Century Fox, dirigido por Henry King e estrelado por Simone Simon e James Stewart. O elenco de apoio apresenta Jean Hersholt, Gregory Ratoff, Gale Sondergaard e John Qualen.
O filme é um remake do clássico filme mudo de 1927 de mesmo nome dirigido por Frank Borzage e estrelado por Janet Gaynor e Charles Farrell. Ambas as versões foram baseadas na peça Seventh Heaven de Austin Strong.

## Elenco
- Simone Simon como Diane
- James Stewart como Chico
- Jean Hersholt como Pai Chevillon
- Gregory Ratoff como Boul
- Gale Sondergaard como Nana
- J. Edward Bromberg como Aristide
- John Qualen como Rato de Esgoto
- Victor Kilian como Gobin
- Thomas Beck como Brissac
- Sig Ruman como Durand (como Sig Rumann)
- Mady Christians como Marie
- Rollo Lloyd como Mateot (Matoot nos créditos)
- Rafaela Ottiano como Mme Frisson
- Georges Renavent como Sargento Gendarme
- Edward Keane como Gendarme
- John Hamilton como Gendarme
- Paul Porcasi como Gendarme
- Leonid Snegoff como Oficial
- Adrienne D'Ambricourt como Enfermeira

## Produção
Tyrone Power foi originalmente atribuído para retratar Chico, mas ele foi escolhido em Love Is News em vez disso, e teve que ser substituído devido a conflitos de agendamento. Don Ameche retirou-se do papel do Pai Chevillon pela mesma razão. John Carradine logo o substituiu, até que eventualmente Jean Hersholt foi escolhido.